# ミクロネシア連邦の在外公館の一覧

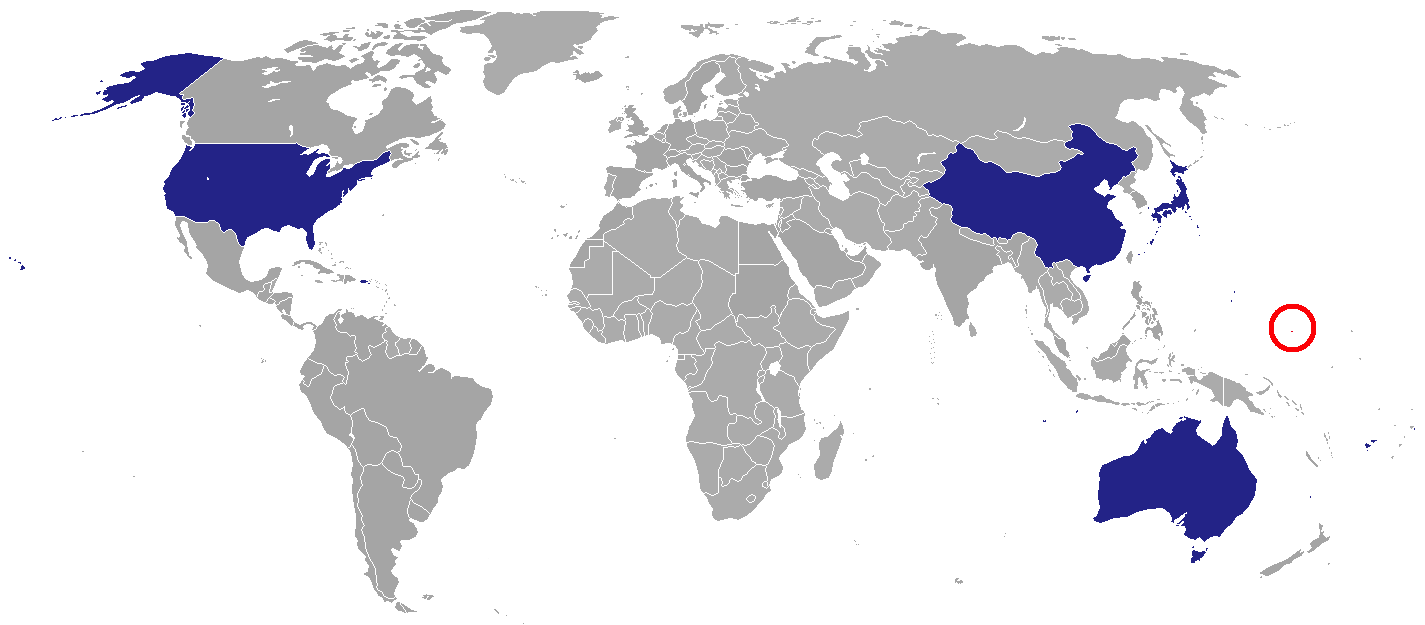
ミクロネシア連邦の在外公館が設置されている国

ミクロネシア連邦の在外公館の一覧では、ミクロネシア連邦が設置している在外公館（外交使節団）を挙げる。

## アジア
- 中国
  - 在中華人民共和国大使館（北京）[1]
- 日本

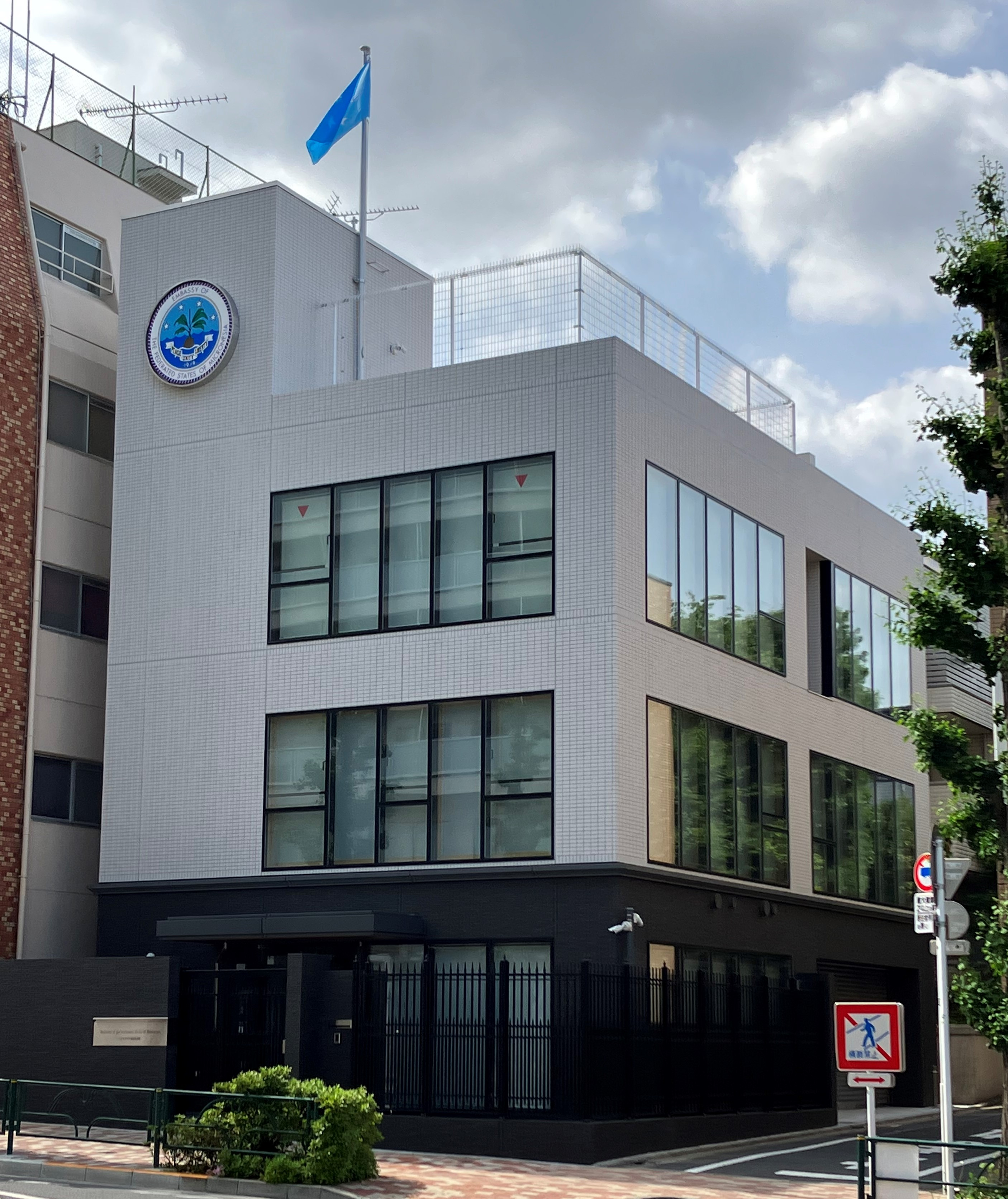
駐日ミクロネシア連邦大使館

  - 駐日ミクロネシア連邦大使館（東京都港区）[2]
  - 在釧路ミクロネシア連邦名誉総領事館（釧路市）[3]
  - 在仙台ミクロネシア連邦名誉総領事館（仙台市）[3]
  - 在大阪ミクロネシア連邦名誉総領事館（大阪市）[3]
  - 在高知ミクロネシア連邦名誉総領事館（高知市）[3]
  - 在福岡ミクロネシア連邦名誉総領事館（福岡市）[3]

## 北アメリカ
- アメリカ合衆国

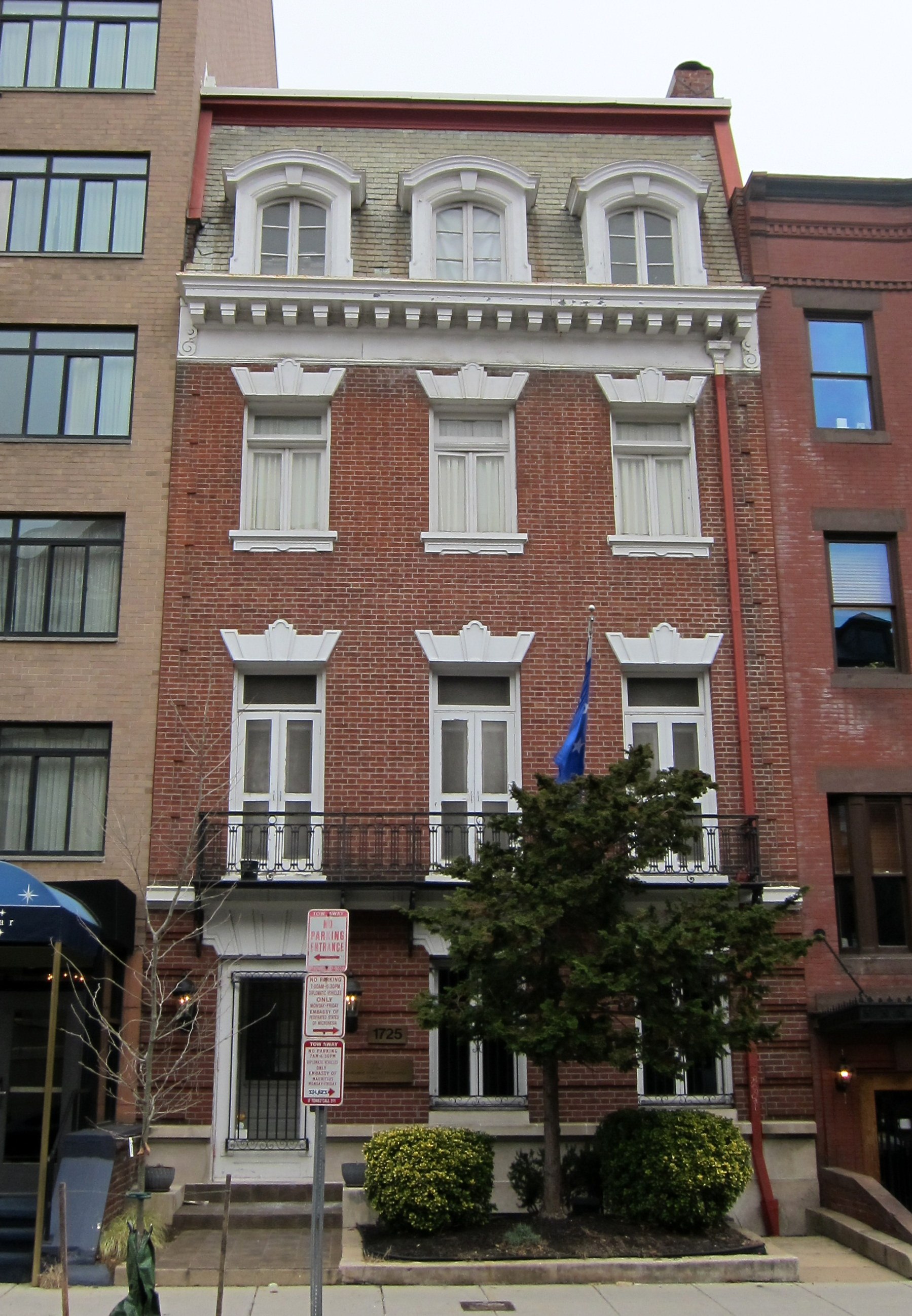
在アメリカ合衆国ミクロネシア連邦大使館

  - 在アメリカ合衆国大使館（ワシントンD.C.）[4]
  - 在タムニン総領事館（タムニン）[4]
  - 在ポートランド総領事館（ポートランド）[4]
  - 在ホノルル総領事館（ホノルル）[4]

## オセアニア
- フィジー
  - 在フィジー大使館（スバ）[1]

## 国際機関代表部
- 国際連合
  - 国際連合代表部（ニューヨーク）[1]